# كريستيان أورتيغا
كريستيان أورتيغا (بالإسبانية: Christian Ortega)‏ هو لاعب كرة قدم مكسيكي، ولد في 25 فبراير 1992.

## وصلات خارجية
- كريستيان أورتيغا على موقع قاعدة بيانات كرة القدم.إي يو (الإنجليزية)